# Mike Moh
Mike Moh (Atlanta, 19 de agosto de 1983) é um ator, dublê e artista marcial americano de ascendência coreana, tendo já trabalhado no cinema e na televisão. Ele está no 4º grau da faixa preta do Taekwondo americano (ATA) e é conhecido por ter interpretado os personagens Danny Cho e Hunt (Kamen Rider Axe) no seriado Kamen Rider: O Cavaleiro Dragão, além de ter trabalhado como dublê na série Supah Ninjas. Em 2010, ele foi chamado para interpretar o lutador Ryu no curta independente Street Fighter Legacy, baseado na série de jogos de luta Street Fighter, da Capcom. Em 2014, foi confirmado para interpretar o mesmo personagem em Street Fighter: Punho Assassino. Em 2019, Mike interpretou Bruce Lee no filme Era uma vez em Hollywood, de Quentin Tarantino.
Mike mora em Redondo Beach, Califórnia, junto de sua esposa Richelle e seu filho Chasen.

## Filmografia

### Filmes
| Ano  | Título                       | Papel                 | Observações            |
| 2006 | Três Ladrões e um Bebê       | Rápida aparição       | Indicado por Mike Chat |
| 2009 | Cut the Fat                  | Theo                  | Curta-metragem         |
| 2009 | Underground Street Flippers  | Nim Chuck             | Curta-metragem         |
| 2009 | Greenside                    | Lachlan Sims          | Curta-metragem         |
| 2011 | Where the Road Meets the Sun | Novo amor de Misaki   |                        |
| 2014 | School Dance                 | Tram                  |                        |
| 2016 | The Man from Death           | Druglord Qing Heilong |                        |
| 2019 | Era uma vez em Hollywood     | Bruce Lee             |                        |
| 2019 | Killerman                    | Baracuta              | Pós-produção           |

### Séries
| Ano       | Título                          | Papel                                          | Observações                                    |
| 2009      | Kamen Rider: O Cavaleiro Dragão | Danny Cho/Hunt (Kamen Rider Axe)               | 19 episódios (aparições)                       |
| 2011      | Dr. House                       | Garçom                                         | Episódio "À Prova de Recessão" (146)           |
| 2011      | Duas Garotas em Apuros          | Hipster Coreano #1                             | Episódio "E o Problema das Pessoas Ricas" (04) |
| 2012      | The Johnnies                    | Mike                                           | 4 episódios                                    |
| 2012-2013 | Supah Ninjas                    | Escudeiro do Flint/Ninja Ishina/Raymond/Ladrão | 4 episódios                                    |
| 2013      | Perception                      | Irmão de Quang                                 | Episódio "Caleidoscópio" (15)                  |
| 2014      | Castle                          | Lee Tong                                       | Episódio "The Way of the Ninja" (123)          |
| 2014      | Street Fighter: Punho Assassino | Ryu                                            | 12 episódios                                   |
| 2014      | True Blood                      | Yakuza #1                                      | Episódio "Fire in the Hole" (73)               |
| 2015-2017 | Empire                          | Steve Cho                                      | 9 episódios                                    |
| 2016      | Street Fighter: Resurrection    | Ryu                                            |                                                |
| 2017      | Inumanos                        | Triton                                         | 3 episódios                                    |
| 2019      | Street Fighter: World Warrior   | Ryu                                            | Em desenvolvimento                             |